# Ishiko Mori
Ishiko Mori (em japonês: 毛利石子; 21 de julho de 1899 – 6 de janeiro de 1972) foi uma médica japonesa e correspondente do Yomiuri Shimbun.

## Vida pregressa e educação
Ishiko Shibuya (sobrenome de solteiro) nasceu no dia 21 de julho de 1899, na prefeitura de Chiba, Japão. Ela nasceu em uma família de médicos. Seus pais morreram quando ela era jovem, consequentemente foi criada por seus tios. Na adolescência, decidiu se tornar médica com objetivo de evitar um casamento arranjado com um homem muito mais velho. Ela estudou no Colégio Feminino de Tóquio. Quando se formou, foi desencorajada de praticar no Japão porque as mulheres só podiam ser pediatras ou ginecologistas.

## Carreira
Em 1927, Mori mudou-se para o Havaí e trabalhou no Hospital Japonês, que mais tarde ficou conhecido como Centro Médico Kuakini, conheceu e casou-se com o médico Motokazu Mori, com quem teve dois filhos. Ela retornou ao Japão para os dois nascimentos e deixou o cargo no hospital para criar seus filhos. Mori e seu marido também eram poetas de tanka, e seu pseudônimo era "Shakunage".
Em 1934, ela se tornou a correspondente especial do jornal Yomiuri Shimbun. Em 3 de dezembro de 1941, o jornal pediu que ela entrevistasse influentes japoneses no Havaí sobre as condições no local. Ela perguntou ao Consulado Geral e a vários outros órgãos, que recusaram. Ela pediu ao seu marido, Motokazu, que ele fosse entrevistado. Em 5 de dezembro, um repórter do Yomiuri Shinbun ligou para Motokazu para entrevistá-lo sobre a vida no Havaí. Suas respostas foram consideradas suspeitas para os agentes do FBI que estavam monitorando a ligação. Dois dias depois do ataque à Pearl Harbor, Ishiko e Motokazu foram acusados de espionagem e presos. Mori foi encarcerada em Sand Island, Parque Sharp (Califórnia) e, finalmente, no Campo de internato da cidade de Crystal. Fundou o hospital do campo juntamente com seu marido. Ela também começou uma tropa de escoteiras.
Mori retornou a Honolulu em 10 de dezembro de 1945. Ela começou a trabalhar como assistente de pesquisa na Sociedade Americana contra o Câncer. Ela também continuou escrevendo para jornais japoneses, mantendo o trabalho enquanto a saúde de Motokazu piorava. Durante o final da década de 1940 e o início da década de 1950, seus sogros, sua filha Pearl e seu marido faleceram. Depois da morte de Motokazu, ela se transferiu para o departamento biomédico da Universidade do Havaí como assistente de pesquisa em epidemiologia.
Em 1968, Mori foi homenageada pelo governo japonês por seu trabalho para melhorar o entendimento entre o Japão e os Estados Unidos. No ano seguinte, ela foi diagnosticada com câncer de pulmão, falecendo em 6 de janeiro de 1972.